# Амниоти
Амниотите (Amniota) са група гръбначни животни, имащи възможност за сухоземно размножаване.
Името на групата идва от сложно конструираното яйце (по-точно една от обвивките в това яйце), което позволява зародишното развитие да протича в изцяло суха среда.
Първите амниоти еволюират в три големи групи. Тези групи се именуват по броя на появилите се странични отвори в черепната кутия, възникнали с цел облекчаване на теглото на черепа и подобряване окачването на челюстната мускулатура. От тези подгрупи на амниота произхождат следните класове и групи живи и изчезнали, сухоземни и вторично водни гръбначни:
- Synapsida (един отвор)
  - Mammalia бозайници
- Sauropsida - Сауропсиди
  - Anapsida (без отвори в черепната кутия) – костенурки
  - Diapsida (два отвора):
    - Lepidosauria – Лепидозаври (гущери, змии)
    - †Ichthyosauria – Ихтиозаври
    - †Plesiosauria – Плезиозаври
    - Archosauria – Архозаври
      - †Pterosauria – Птерозаври
      - Crocodylia – Крокодили
      - †Dinosauria – Динозаври
        - Aves – Птици

Групата амниота на практика монополизира екологичните зони, обитавани от едри животни. Единствените едри животни, които не са амниота са акулите, главоногите мекотели и малък брой видове костни риби.